# Felicitas Weck
Felicitas Weck (* 1954 in Hannover) ist eine deutsche Politikerin (Die Linke).

## Leben
Weck studierte zunächst auf Lehramt in Göttingen und ließ sich später an der Universität Hannover zur Mediatorin ausbilden. Später legte sie ihren beruflichen Schwerpunkt in den Bereich des Organisations- und Politikmanagements und ihre politischen Schwerpunkte in die Kommunal- und Umweltpolitik. Der erste Kontakt zur Kommunalpolitik entstand im Rat des Sollingstädtchens Hardegsen, wo sie in den 1980er Jahren als Einzelkämpferin die Grünen vertrat. Von 1991 bis 2000 war sie Geschäftsführerin des Vereins für Grüne und alternative Kommunalpolitik in Niedersachsen in Hannover, ihr Arbeitsschwerpunkt lag bei der Beratung grün-alternativer Mandatsträger. Sie war von 1983 bis 2001 Mitglied bei Bündnis 90/Die Grünen. Im Anschluss daran übernahm sie die Geschäftsführung der neu entstandenen links-alternativen Kommunalfraktion in Hannover.
2001 bis 2007 organisierte sie den Protest gegen eine Müllverbrennungsanlage in Hannover. Mit der Gründung des Linksbündnisses Region Hannover zu den Kommunalwahlen 2006 gehört sie dort dem Vorstand an.  
Sie ist Gründungsmitglied der WASG in Niedersachsen und wurde auf dem Bundesparteitag im April 2006 in Ludwigshafen am Rhein als Nachfolgerin von Sabine Lösing in den vierköpfigen geschäftsführenden Bundesvorstand gewählt. Auf dem Bundesparteitag am 18. und 19. November 2006 wurde sie in ihrem Amt bestätigt, trat jedoch zum 15. Januar 2007 zurück. Zu ihrer Nachfolgerin im geschäftsführenden Bundesvorstand wurde am 25. März 2007 Christine Buchholz gewählt.
Von Januar 2007 bis April 2021 arbeitete Felicitas Weck als Referentin in der Bund-Länder- und in der kommunalen Koordination der Linksfraktion. 
Felicitas Weck kandidierte im Jahr 2010 für das Amt der Bürgermeisterin auf Helgoland und unterlag in der Stichwahl nur knapp mit 47,8 %.
2016 wurde sie Mitglied im Rat der Stadt Langenhagen.

## Schriften
- Claudia Leonhardt, Felicitas Weck: Linke Kommunalpolitik – Eine Einführung (= Katharina Weise [Hrsg.]: Crashkurs Kommune. Band 1). VSA-Verlag für das Studium der Arbeiterbewegung, 2009, ISBN 978-3-89965-340-3.

## Weblink
- Homepage von Felicitas Weck